# Pawlikowice (Wieliczka)
Pawlikowice ist eine Ortschaft mit einem Schulzenamt der Gmina Wieliczka im Powiat Wielicki der Woiwodschaft Kleinpolen in Polen.

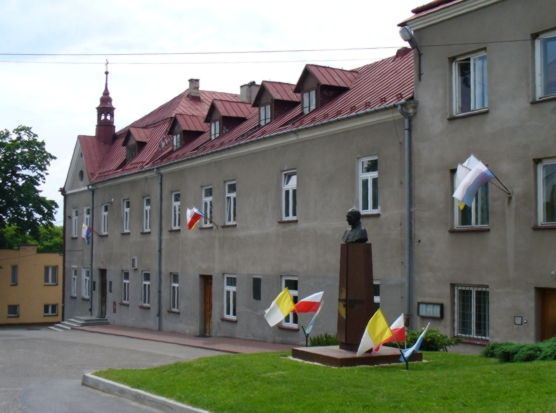
Büste von Bronisław Markiewicz

## Geographie
Der Ort liegt am Fluss Wilga, in Pogórze Wielickie, etwa 2 Kilometer südlich der Stadt Wieliczka. Die Nachbarorte sind Raciborsko im Süden, Koźmice Małe und Koźmice Wielkie im Westen, Siercza und Rożnowa im Norden, sowie Mietniów im Osten.

## Geschichte
Der Ort wurde im Jahr 1390 als Pavlicouicz urkundlich erwähnt. Der Name ist patronymisch abgeleitet vom Vornamen Pawlik (Erwähnungen: Paulich 1204, Paulik 1212) mit dem typischen westslawischen Suffix -(ow)ice.
Das private Dorf gehörte zunächst zum Königreich Polen (ab 1569 in der Adelsrepublik Polen-Litauen), Woiwodschaft Krakau, Kreis Szczyrzyc. Im 15. Jahrhundert gehörte es einer ritterlichen Familie aus dem Ort Taszyce (jetzt ein Weiler von Pawlikowice), im 16. Jahrhundert war das Dorf im Besitz der Familie Morsztyn (Morstin) aus Raciborsko, in der Zeit der Reformation starke Anhänger des Arianismus und Verwalter des Salzbergwerks Wieliczka. Diese radikale Strömung der Reformation lehnt die Dreifaltigkeit ab (Polnische Brüder). Es gab damals eine Gemeinde der Polnischen Brüder, obwohl ohne Kirchengebäude. Unter dem Schutz der Familie lebte dort vier Jahre (1583 bis 1587) Fausto Sozzini, der die Tochter der Besitzer des Dorfs heiratete.
Bei der Ersten Teilung Polens wurde das Dorf 1772 Teil des neuen Königreichs Galizien und Lodomerien des habsburgischen Kaiserreichs (ab 1804).
1903 wurde der örtliche Gutshof von den Michaeliten abgekauft. Im Jahr 1903 wurde von Bronisław Markiewicz eine Pflegeheim für Kinder gegründet.
1918, nach dem Ende des Ersten Weltkriegs und dem Zusammenbruch der k.u.k. Monarchie, wurde Pawlikowice, mit  Ausnahme der Zeit der Besetzung Polens durch die Wehrmacht im Zweiten Weltkrieg, Teil Polens.